# Bitwa pod Talavera de la Reyna
Bitwa pod Talaverą – rozegrane w dniach 27–28 lipca 1809 roku nierozstrzygnięte starcie około 110 kilometrów na południowy zachód od Madrytu. Choć armia francuska króla Józefa Bonaparte cofnęła się po bitwie, Brytyjczycy dowodzeni przez Arthura Wellesleya (późniejszego księcia Wellington) wkrótce musieli wycofać się z Hiszpanii, zostawiając swoich rannych pod opieką hiszpańskiego generała Gregorio Cuesty, który wydał ich Francuzom. Doprowadziło to do nadszarpnięcia zaufania w stosunkach brytyjsko-hiszpańskich w późniejszym okresie wojny.

## Siły przeciwników
Mimo że formalnym dowódcą armii francuskiej był Józef Bonaparte, faktyczne dowództwo sprawował jego doradca, marszałek Jean Jourdan. Armia francuska składała się z 37 700 piechurów i artylerzystów, 8 400 kawalerzystów i 80 dział. I Korpus Victora składał się z dywizji piechoty generałów François Ruffina (5 300 ludzi), Pierre’a Lapisse’a (6 900), Eugene'a Villatte'a (6 100) oraz brygady lekkiej kawalerii Beaumonta (1000). IV Korpus Sebastianiego składał się z jego własnej dywizji piechoty (8 100), 1 600 Polaków z Legii Nadwiślańskiej i niemiecko-holenderskiej dywizji Levala (4 500). Merlin dowodził brygadą kawalerii lekkiej IV Korpusu (1 200), a Marie Victor Latour-Maubourg (3 300) i Édouard Milhaud (2 350) dwiema dywizjami ciężkich dragonów rezerwy kawaleryjskiej. Garnizon Madrytu składał się z dywizji Jeana Dessollesa (3 300), hiszpańskiej Królewskiej Gwardii Pieszej (1 800) i dwóch pułków kawalerii (700).
Brytyjska armia Wellesleya składała się z czterech dywizji piechoty, trzech brygad kawalerii i 30 dział. W skład piechoty wchodziła 1. dywizja Johna Sherbrooke’a (6 000 ludzi), 2. dywizja Rowlanda Hilla (3 900), 3. dywizja Aleksandra Mackenzie (3 700) i 4. dywizja (3 000) Aleksandra Campbella. Generał Henry Fane dowodził brygadą ciężkiej kawalerii (1 100), podczas gdy Stapleton Cotton (1 000) i George Anson (900) brygadami kawalerii lekkiej. Dysponowali również trzema brytyjskimi i dwiema niemieckimi (ze składu Królewskiego Legionu Niemieckiego) 6-działowymi bateriami. Hiszpańska armia Cuesty składała się z pięciu dywizji piechoty i dwóch dywizji kawalerii + około 30 dział.

## Przebieg bitwy
Po zmuszeniu do wycofania się francuskiego korpusu Nicolasa Soulta z Portugalii, Wellington na czele około 20 000 wojsk brytyjskich wkroczył do Hiszpanii, by połączyć się z 33-tysięczną armią hiszpańską Cuesty. Następnie wojska pomaszerowały w górę Tagu do Talavera de la Reina, gdzie napotkały 46 000 Francuzów marszałka Claude'a Victora i gen. Horace'a Sebastianiego, z francuskim królem Hiszpanii, Józefem Bonaparte, jako nominalnym wodzem armii. Połączone siły sprzymierzonych miały przewagę liczebną i szanse na pokonanie wojsk Victora, ale decyzja Cuesty, że Hiszpanie nie będą bić się w niedzielę, pozwoliła Francuzom bezpiecznie się wycofać.
Następnego dnia armia Cuesta podążyła w pościg za Victorem. Armia francuska jednak, wzmocniona i tym razem rzeczywiście dowodzona przez króla Józefa, wygrała starcie. Wycofający się w pośpiechu Hiszpanie zmusili kilka brytyjskich batalionów do osłaniania odwrotu, co o mało nie skończyło się schwytaniem Wellingtona przez kawalerię francuską. W nocy patrole francuskich dragonów podeszły pod pozycje hiszpańskiej piechoty. Zostali zauważeni i znaleźli się pod ciężkim ostrzałem dziesięciu tysięcy karabinów, w największej pojedynczej salwie wojen napoleońskich. Przerażeni własnym ogniem Hiszpanie zaczęli uciekać w panice i nie odegrali prawie żadnej roli w walkach następnego dnia.
Po południu 27 lipca Francuzi przekroczyli rzekę Alberche. Kilka godzin później zaatakowali prawe skrzydło Hiszpanów i lewe Brytyjczyków. Trwała walka o wzgórze o strategicznym znaczeniu, które podczas starcia kilkakrotnie przechodziło z rąk do rąk. Ostatecznie utrzymali je Brytyjczycy. O świcie 28 lipca Francuzi ponownie zaatakowali lewe skrzydło brytyjskie celem odebrania wzgórza, ale zostali odparci atakiem 29. i 48. pułku piechoty na bagnety. Francuska kanonada artyleryjska trwała aż do negocjacji na temat zawieszenia broni o południu. Gdy rozmowy się załamały, ponowna ciężka wymiana ognia artyleryjskiego poprzedziła kilka starć piechoty i kawalerii, w których szczególnie wykazali się ułani nadwiślańscy Jana Konopki. Wieczorem doszło do jeszcze jednego większego natarcia francuskiego, ale bez rezultatu. Armaty prowadziły ogień aż do zapadnięcia ciemności. Rankiem Brytyjczycy i Hiszpanie zorientowali się, że Francuzi – zostawiając część rannych i dział – odeszli z pola bitwy.
Francuzi i Polacy stracili 7 390 zabitych i rannych. Straty Hiszpanów wyniosły około 1 770, a Brytyjczycy 5 500 ludzi. Wielu rannych z obu stron poniosło śmierć w wyniku spowodowanego bitwą pożaru traw.  

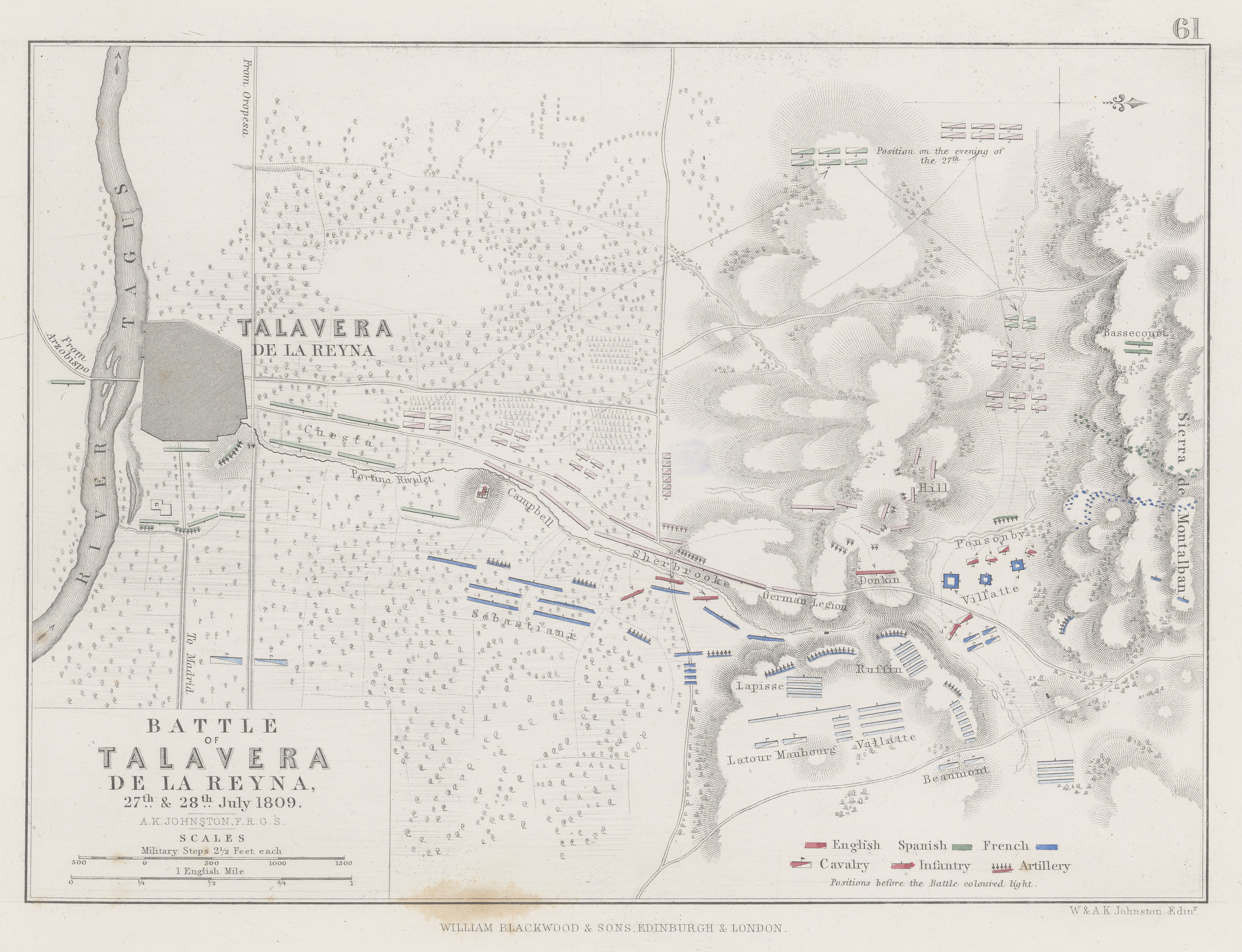
Bitwa pod Talavera de la Reyna

W międzyczasie wojska Wellingtona zorientowały się, że zmuszony do ucieczki przed całym starciem francuski korpus Soulta najpierw wycofał się na północ, a teraz ruszył na południe, zagrażając siłom Wellingtona odcięciem od ich baz w Portugalii. Sądząc, że siły Soulta liczą zaledwie 15 000 ludzi, Wellington wyruszył mu naprzeciw 3 sierpnia, zostawiając 1 500 rannych pod opieką Hiszpanów. Zorientowawszy się nagle, że Soult ma ponad 30 000 ludzi, brytyjski dowódca zrezygnował z uderzenia i posłał jedynie lekką brygadę piechoty spiesznym marszem dla obsadzenia mostu na rzece Tag w miejscowości Almaraz. Brytyjczycy dotarli tam 6 sierpnia, tuż przed ariergardą Soulta. Wtedy, mając zabezpieczone połączenie z Lizboną, Wellington postanowił ponownie połączyć się z Cuestą, ale okazało się, że jego hiszpański sprzymierzeniec zostawił rannych Anglików Francuzom i nie należy mu więcej ufać.  
Hiszpanie zapewniali Brytyjczyków, że od chwili wkroczenia do Hiszpanii będą zaopatrywani w żywność i furaż. W rzeczywistości, zaopatrzenie nie tylko nie napływało, ale hiszpańskie wojska wręcz groziły rabunkiem każdemu miastu, które dostarczyłoby żywności „sprzymierzeńcom”, co również przyczyniło się do odwrotu Wellingtona do Portugalii.